# Rolf Krenzer
Rolf Krenzer (* 11. August 1936 in Dillenburg; † 16. März 2007 in Greifenstein) war ein deutscher Liedtexter und Kinderbuchautor.

## Leben und Wirken
Krenzer studierte nach einer Grund-, Haupt- und Realschullehrerausbildung Sonderpädagogik an der Philipps-Universität Marburg und war anschließend viele Jahre Lehrer und später Schulleiter der Otfried-Preußler-Schule, einer Ganztagsschule für praktisch bildbare Kinder, deren Mitbegründer er war. Begleitend hierzu war er Lehr- und Prüfungsbeauftragter der Johann-Wolfgang-Goethe-Universität Frankfurt am Main im Fachbereich Geistigbehindertenpädagogik. Für Menschen mit geistiger Behinderung setzte er sich über 40 Jahre lang ein. Sein besonderes Engagement galt dem Arbeitskreis Seelsorge und Theologie in der Bundesvereinigung Lebenshilfe. Ebenso wirkte er in der Jury für den deutschen Kinder- und Jugendbuchpreis mit. Darüber hinaus engagierte er sich als Referent in der Fortbildung im Bereich Sing- und Spielpädagogik auf Familienfreizeiten.
Mehrere Jahre lang war er Herausgeber der Vierteljahresschrift Columbus, deren Hauptanliegen die Vermittlung von Sachverhalten in einfacher Sprache war. Er verfasste zahlreiche Gedichte und in der Zusammenarbeit mit bekannten Musikern entstanden Spiellieder und Kindermusicals zum Mitmachen (u. a. mit Peter Janssens, Detlev Jöcker, Paul G. Walter, Stephen Janetzko, Robert Haas, Siegfried Fietz, Martin Göth, Reinhard Horn, Ludger Edelkötter und Ludger Stühlmeyer). Seine Lieder sind insbesondere in der religiösen Erziehung der Vor- und Grundschulpädagogik und im Tagesstättenbereich weit verbreitet.
Rolf Krenzer schrieb etwa 160 Bücher für Kinder und Erwachsene und über 2000 Liedtexte. Er wurde mit zahlreichen Preisen wie dem Zürcher Kinderbuchpreis oder der Silbernen Kinderakademieze geehrt. Einer seiner populärsten Texte ist mit der Musik von Peter Janssens zu einem der verbreitetsten modernen Advents- und Weihnachtslieder geworden: Das Licht einer Kerze ist im Advent erwacht.
Rolf Krenzer war 45 Jahre mit Dagmar Domina verheiratet, die zahlreiche seiner Bücher illustrierte. Aus der Ehe gingen zwei Kinder (Ingo und Kristina) hervor.

## Werke (Auswahl)
Lieder
- Wikinger-Liebeslied, vertont von Rolf Krenzer
- Halte zu mir, guter Gott, vertont von Ludger Edelkötter
- Ein Strumpf gehört an jedes Bein, vertont von Inge Pliska (geb. Lotz)

vertont von Siegfried Fietz:
- Der ängstliche kleine Spatz, Lieder-Hörspiel – Nach dem gleichnamigen Buch von Meryl Doney
- Der König im Stall, Lieder-Hörspiel – Nach dem gleichnamigen Buch von Jenny Robertson
- Der Melchior, der Kaspar und der Balthasar
- Der Traum der drei Bäume, Lieder-Hörspiel – Nach dem gleichnamigen Buch von Angela E. Hunt
- Die Fenster dicht. Die Türen zu
- Ein großer Tag für Vater Martin, Lieder-Hörspiel – Nach dem gleichnamigen Buch von Leo Tolstoi und Mig Holder
- Gottes guter Segen sei mit euch
- Ich will vor Freude singen
- Jesus ist geboren
- Kerzen im Advent („Grüner Kranz mit roten Kerzen“) (Melodie: Peter Janssen)
- Kleine Stadt Bethlehem
- Komm zurück, kleiner Otter, Lieder-Hörspiel – Nach dem gleichnamigen Buch von Meryl Doney
- Leuchte, leuchte Weihnachtsstern
- Leuchte, Stern von Bethlehem
- Maximilian Maulwurf, Lieder-Hörspiel – Nach dem gleichnamigen Buch von Georgie Adams
- Sara und der goldene Weizen, Lieder-Hörspiel – Nach dem gleichnamigen Buch von Meryl Doney
- Was Gott der Welt versprochen hat
- Wenn die andern längst schon schlafen
- Zwei arme Leut

vertont von Martin Göth:
- Auf einmal ist der Frühling da
- Blumenwiese und Vogelzwitschern
- Buntes Laub und Stoppelfelder
- Das macht der Sommersonnenschein
- Eiskristall und Schneegestöber
- Kinderzeit – Winterzeit
- Jetzt malt der Herbst die Äpfel an
- Macht euch bereit zur Weihnachtszeit
- Martin, Martin guter Mann!
- Sag, bist du ein Engel?
- Sonnenschein und blauer Himmel
- Willkommen, lieber Nikolaus!

vertont von Robert Haas
- Jahreszeitenlied – Frühling, Sommer, Herbst und Winter
- Wann fängt Weihnachten an?

vertont von Stephen Janetzko:
- Indianer-Lieder
- In unserm Kindergarten
- Und wieder brennt die Kerze

vertont von Peter Janssens:
- Als Gott sein Kind zur Welt geschickt, Zehn Lieder zu einem Krippenspiel
- Bye Bye Jona
- Das Licht einer Kerze ist im Advent erwacht
- Der Turm
- Gott zieht vor uns her
- Kleiner Spatz von Irgendwo – Träum dir doch einen Drachen
- Obed
- Tag für Tag und Jahr für Jahr

vertont von Detlev Jöcker:
- Dicke rote Kerzen
- Du hast uns deine Welt geschenkt
- Freut euch, Weihnachtskinder
- Kleine Kerze leuchte
- Lieber Frühling, lieber Sommer
- Lieber Herbst und lieber Winter
- Wir kleinen Menschenkinder
- Zehn Gebote geb' ich dir

vertont von Ludger Stühlmeyer:
- Als Jesus gestorben war
- Es sahn drei weise Könige
- Ich weiß eine Stadt
- Kleine Stadt Bethlehem
- Wievielmal noch schlafen
- Wir bauen unsre Kirche neu

vertont von Paul G. Walter:
- Dreh dich wie ein dicker Bär
- Gott, du bist ja bei mir
- Jesus lädt die Kinder ein
- Heut tanzen Sonne, Mond und Sterne
- Dann fängt Weihnachten an
- Ich hab heut Nacht von dir geträumt
- Erzähl mir keine Märchen
- Wir feiern den Advent
- Wenn die erste Kerze brennt
- Lasst die Erde leben

Musicals
- Der Prinz aus Dillenburg, Herbst 2004 auf der Freilichtbühne am Wilhelmsturm in Dillenburg (5 Aufführungen) und Juli 2005 anlässlich des Rubensfestes auf der Freilichtbühne am oberen Schloss (3 Aufführungen) in Siegen mit großem Erfolg. Musik: Siegfried Fietz – Orchesterbearbeitung: Dirk Schmalenbach
- Feuer über Dillenburg heißt sein letztes großes Musical. Es wurde 2009 zum 250. Jahrestag der Zerstörung des Schlosses mit vielen Dillenburger Gruppen, den Chören aus allen Stadtteilen und mehr als 300 Personen auf der Bühne uraufgeführt. Musik: Armin Müller

Erfolgsbücher
- Das große Buch von den kleinen Indianern/Rittern/Wikingern/Römern/Ägyptern
- Der kleine Lehrer
- Eine Schwester so wie Danny
- Freue dich auf jeden Tag
- Leuchte Stern von Bethlehem, Patmos Verlag Düsseldorf, 1989, ISBN 3-491-79402-1.
- Micha und das Osterwunder
- Schneewitzchen
- Sollte der Fuchs einmal wiederkommen
- Sternenadventskalender
- Wann fängt Weihnachten an
- Weihnachtssterne überall, mit Bildern von Magdalene Hanke-Basfeld, Herder Verlag Freiburg, 1996.[3]

## Auszeichnungen
- Auswahlliste zur Silbernen Feder
- Goldene Feder des Arbeitskreises Literatur in der Schule, Marburg
- Bulletin-Eule für Freue dich auf jeden Tag
- Kulturehrenplakette der Stadt Dillenburg
- eine Platin- und drei Goldene Schallplatten für Kinderlieder
- Goldene Ehrennadel der Bundesvereinigung Lebenshilfe für Menschen mit geistiger Behinderung e. V.